# هری سی. بردلی
هَری سی. بردلی (انگلیسی: Harry C. Bradley؛ ‏ ۱۵ آوریل ۱۸۶۹ – ۱۸ اکتبر ۱۹۴۷) بازیگر اهل ایالات متحده آمریکا بود. او مابین سال‌های ۱۹۳۰ تا ۱۹۴۶ در بیش از ۲۰۰ فیلم نقش‌آفرینی نمود.

## گزیدهٔ فیلم‌شناسی
- لبخند ستوان (۱۹۳۱)
- جنون آمریکایی (۱۹۳۲)
- خوشبختی (۱۹۳۲)
- معمای موزه موم (۱۹۳۳)
- فرودگاه مرکزی (۱۹۳۳)
- خانمی برای یک روز (۱۹۳۳)
- همایش در شهر (۱۹۳۳)
- در یک شب اتفاق افتاد (۱۹۳۴)
- پزشکان (۱۹۳۴)
- فراتر از قانون (۱۹۳۴)
- نان روزانه ما (۱۹۳۴)
- برادوی بیل (۱۹۳۴)
- جهان‌های خصوصی (۱۹۳۵)
- دریاهای چین (۱۹۳۵)
- دایموند جیم (۱۹۳۵)
- اراذل و اوباش (۱۹۳۶)
- آقای دیدز به شهر می‌رود (۱۹۳۶)
- بانوی بدنام‌شده (۱۹۳۶)
- بیا و بگیرش (۱۹۳۶)
- ستاره‌ای متولد شده‌است (۱۹۳۷)
- راه بازگشت (۱۹۳۷)
- شریکان جنایت (۱۹۳۷)
- جرم بین‌المللی (۱۹۳۸)
- آقای اسمیت به واشینگتن می‌رود (۱۹۳۹)
- دهه پرشور بیست (۱۹۳۹)
- منشی همه‌کاره او (۱۹۴۰)
- کپی (۱۹۴۰)
- یک شب در استوا (۱۹۴۰)
- زن نامرئی (۱۹۴۰)
- جلادان هم می‌میرند (۱۹۴۳)
- پرنسس اوروک (۱۹۴۳)
- آقای اسکفینگتون (۱۹۴۴)
- و اینک فردا (۱۹۴۴)